# André Ramseyer
 (juin 2025).
André Ramseyer est un poète et sculpteur suisse né le 31 janvier 1914 à Tramelan et mort le 15 janvier 2007 à Neuchâtel. Ses sculptures ornent de nombreux bâtiments et lieux publics, en Suisse comme à l'étranger.

## Biographie
Né à Tramelan en 1914, André Ramseyer est le fils du pasteur Jules Arnold et d'Emma Jacot. Après avoir fréquenté l'école secondaire de Saint-Imier, puis l’école normale de La Chaux-de-Fonds, André Ramseyer s'inscrit à l’école d’art de La Chaux-de-Fonds. Là, il bénéficie, entre autres, de l'enseignement de Léon Perrin auprès duquel il apprend la taille de la pierre. Il poursuit ensuite sa formation à Florence puis à Paris. De retour en Suisse, en 1936, il passe le diplôme pour l’enseignement des branches artistiques avant de partir à la découverte de l'Italie du Nord, de la Toscane et de Ombrie. 
En 1941, il épouse Jacqueline Maeder (1920-2008), artiste elle-même, rencontrée quelques années plus tôt alors qu'ils étudiaient ensemble à l’école d’art de La Chaux-de-Fonds. Ensemble, ils s'établissent, à partir de 1943, à Neuchâtel où André Ramseyer commence sa carrière d'enseignant, à l’école supérieure de commerce de Neuchâtel, au Gymnase cantonal et à l’école normale cantonale. Il donne aussi des cours du soir à l’Académie Maximilien de Meuron. 
En 1949, le jeune couple regagne brièvement Paris où André Ramseyer fréquente le sculpteur Ossip Zadkine. Influencé par l’œuvre d’Henry Moore et de Jean Arp, André Ramseyer se tourne de plus en plus vers l’art abstrait. Selon ses propres dires, c'est à partir de 1948 et de la sculpture La Baigneuse qu'il s'oriente vers une sculpture non figurative. Eurythmie puis Constellation consacrent cette nouvelle direction donnée à son art. Une période féconde, profondément originale, débute alors pour l'artiste, celle d'une sculpture de la pure non figuration, affranchie de la vérité anatomique et dominée par la figure du cercle. Aussi, en 1970, André Ramseyer cesse d'enseigner afin de se consacrer pleinement à son art. Il expose dès lors à intervalles réguliers (seul ou aux côtés d'autres artistes) et ses sculptures, souvent monumentales ornent désormais les espaces publics et les collections des villes de Suisse comme de l'étranger.
Pour des raisons de santé, à partir de 1998, André Ramseyer délaisse peu à peu son atelier pour la poésie. Il publie Spirales de rêve (1998) puis Le Silence habité : poèmes (2002). André Ramseyer est décédé en 2007.
En novembre 2022, ses enfants ont confié un ensemble de sculptures et une centaine d’œuvres à la Fondation Ateliers d'artiste à Saint-Maurice (Valais).

## Distinctions
- Prix de l'exposition internationale de sculpture de Carrare, 1957
- Prix Jean-Arp à Bienne, 1966[8]
- Prix du Musée des beaux-arts de La Chaux-de-Fonds, 1966
- Prix Ibizagrafic, 1972
- Prix de l'Institut neuchâtelois, 1975
- Fondation pour le rayonnement de Neuchâtel, 1997[9]

## Œuvres

### Sculptures
- Baigneuse (1948), jardin de l’hôtel DuPeyrou à Neuchâtel[10]
- Consolation (1954), place centrale à Bienne
- Évasion (1955), Musée d’art et d’histoire de Neuchâtel
- Eurythmie (1955), ambassade de Suisse à Washington
- Constellation (1960), Institut de physique de l’Université de Neuchâtel
- Escale (1962), collections du Musée national d’art moderne (Centre Georges Pompidou)
- Spirale (1992), esplanade du Mont-Blanc à Neuchâtel

### Écrits
- André Ramseyer, "Propos d'un sculpteur", Actes de la Société jurassienne d'émulation, Porrentruy, 1973, p. 109-113.
- André Ramseyer, "Le trou sculptural, ou, Modeler le vide", Trou, Moutier, 1979, no°1, p. 136-156.
- André Ramseyer, Spirales de rêve, [Neuchâtel], [chez l'auteur], 1998.
- André Ramseyer, Le Silence habité : poèmes, Neuchâtel, Atelier PréTexte, 2002.

### Entretiens
- André Ramseyer, sculpteur [Enregistrement vidéo] / interlocuteur: Bertil Galland, Yverdon-les-Bains : [Association] Plans-fixes [prod.], 1987.
- André Ramseyer est interrogé sur son parcours par Edgar Tripet, dans le cadre de la collection d’interviews filmées «Archives pour demain», 1997.